# Fondón
Fondón é um município da Espanha 
na província de Almería, comunidade autónoma da Andaluzia, de área 92 km² com população de 991 habitantes (2009) e densidade populacional de 10,77 hab/km².

## Demografia
| Variação demográfica do município entre 1991 e 2008 | Variação demográfica do município entre 1991 e 2008 | Variação demográfica do município entre 1991 e 2008 | Variação demográfica do município entre 1991 e 2008 | Variação demográfica do município entre 1991 e 2008 |
| --------------------------------------------------- | --------------------------------------------------- | --------------------------------------------------- | --------------------------------------------------- | --------------------------------------------------- |
| 1991                                                | 1996                                                | 2001                                                | 2004                                                | 2008                                                |
| 906                                                 | 934                                                 | 957                                                 | 946                                                 | 985                                                 |